# Sanguñedo (Verea)
Sanguñedo (llamada oficialmente San Salvador de Sanguñedo) es una parroquia y un lugar del municipio español de Verea, en la provincia de Orense, Galicia.

## Historia
Hacia mediados del siglo XIX, la parroquia, ya por entonces perteneciente a Verea, tenía contabilizada una población de 380 habitantes. Aparece descrita en el decimotercer volumen del Diccionario geográfico-estadístico-histórico de España y sus posesiones de Ultramar de Pascual Madoz con las siguientes palabras:

SANGUÑEDO (San Salvador): felig. en la prov. y dióc. de Orense (5 leg.), part. jud. de Bande (1 1/2), ayunt. de Verea: sit. entre el monte Calbo y los de Bande y Cejo, con libre ventilacion y clima frio y saludable. Tiene unas 80 casas distribuidas en pequeños barrios separados unos de otros. La igl. parr. (San Salvador) está servida por un cura de entrada y presentacion ordinaria: hay tambien una ermita de propiedad particular, y otra del vecindario. Confina N. Ourille; E. Pitelos; S. montañas de Bande, y O. Verea. El terreno es quebrado, áspero y de inferior calidad; le bañan algunos arroyos que nacen en las alturas inmediatas, y se dirigen al r. Sorga que pasa por el O. prod.: maiz, centeno, patatas, algun lino, leñas y pastos; hay ganado vacuno, lanar y cabrío; y caza de perdices, liebres y conejos. ind.: la agrícola, molinos harineros y telares de lienzos ordinarios. pobl.: 80 vec., 380 alm. contr.: con su ayunt. (V.).
(Madoz, 1849, p. 736)

## Organización territorial
La parroquia está formada por seis entidades de población:
- Abeleda
- Balín
- Casal de Abade[8]
- Os Casares
- Outeiro
- Sanguñedo

## Demografía

### Parroquia
| Gráfica de evolución demográfica de Sanguñedo (parroquia) entre 2000 y 2023 |
|                                                                             |
| Datos según el nomenclátor publicado por el INE.                            |

### Lugar
| Gráfica de evolución demográfica de Sanguñedo (lugar) entre 2000 y 2023 |
|                                                                         |
| Datos según el nomenclátor publicado por el INE.                        |